# Éric Trottier
Pour les articles homonymes, voir Trottier.
Éric Trottier est un journaliste québécois. Il est  directeur Information, sports, web et balados au 98,5, à Cogeco Média. Auparavant il a été éditeur et directeur général du quotidien Le Soleil, à Québec, pendant deux ans. Auparavant, il a été éditeur adjoint, vice-président et rédacteur en chef du quotidien La Presse de Montréal, pendant plus de 10 ans.

## Biographie
Éric Trottier a complété un baccalauréat en communications, en 1990, à l'Université du Québec à Montréal. Ses études terminées, il fait un court passage au Journal de Montréal avant d'être appelé au stage d'été de La Presse. Après ce stage, Éric Trottier fait de la pige pour des magazines et travaille au quotidien La Voix de l'Est, à Granby, comme reporter aux nouvelles générales et aux sports. En novembre 1990, il obtient un poste permanent au quotidien La Presse. Pendant une douzaine d'années, il couvre les faits divers, les nouvelles générales et la politique municipale. En 2002, il devient adjoint au directeur de l'information, responsable du cahier A (nouvelles politiques, générales et internationales). En février 2003, il est nommé directeur principal de l'information et dirige désormais la salle de 200 journalistes. À ce titre, il a procédé à de multiples réformes de contenu, de présentation visuelle et il a réussi à intégrer le web aux opérations quotidiennes du journal, ce qui était assez novateur, à cette époque. La première mouture de la version mobile de La Presse est aussi lancée sous sa gouverne, en 2008. À partir du 18 juin 2010, il occupe le poste d'éditeur adjoint et vice-président de La Presse. À ce poste, il a procédé à diverses réformes numériques et s'est retrouvé au cœur de la création de La Presse+, une application tablette qui reste aujourd'hui un immense succès de lectorat et de revenus publicitaires. En janvier 2021, il quitte La Presse et devient, un an plus tard, le nouveau directeur général du quotidien Le Soleil - un poste qu’il occupera pendant près de deux ans, avant de rejoindre le groupe Cogeco Média à titre de directeur, information, sports, contenus numériques du 98,5, et directeur de Radio-Circulation.

## Sources
- La Presse, Éric Trottier nommé éditeur adjoint et vice-président de La Presse